# Pierre Bouteiller (compositeur)
Pour les articles homonymes, voir Bouteiller (homonymie) et Pierre Bouteiller.
Pierre Bouteiller (c. 1655 - c. 1717) est un compositeur français de la période baroque. 

## Biographie
Faute de documents, on sait peu sur sa vie, sauf ses œuvres.
Maître de chapelle à Troyes entre 1687 et 1698, hormis durant la période allant de 1694 à 1697, où il s'installe à Châlons-sur-Marne,.
Il quitta cette fonction en 1698, afin de retourner à Paris, en qualité de maître joueur de viole et autres instruments de musique. 
Puis, il partit vers Madrid en 1700 ou 1701, en accompagnant au nouveau roi d'Espagne Philippe V. Il fut chanteur basse,. Dernier renseignement, il fut encore maître de musique à Paris, en gardant de petits rôles à l'Académie royale de musique.

## Œuvres
La Missa pro defunctis est conservée dans un recueil en compagnie de douze autres motets. Érik Orsenna et l'équipe des Arts Florissants considèrent qu'en 1695, ces œuvres furent confiées à Sébastien de Brossard, lorsque ce dernier passa à Châlon-sur-Marne. Ainsi, un petit motet à voix seule avec deux violons et basse, en manuscrit autographe, date du 18 juillet 1693. 
- Missa pro defunctis cum quinque voc[um] (à 5 voix) (vers 1695)[5]
- Petit motet à voix seule avec cordes (1693)

La bibliothèque nationale de France conserve son manuscrit autographe, VM1-1256 (voir ci-dessous, Lien externe).

## Enregistrement
- Missa pro defunctis, interprétée par Paul Agnew, Les Arts Florissants, enregistrement direct en juillet 2016 à l'abbaye Sainte-Trinité de Lessay dans le cadre des Heures musicales de Lessay, Harmonia Mundi HAF8905300, 2018
La brochure contient plusieurs renseignements :

1. 1 2 3 4  p. 9
2. ↑  p. 5 - 9